# Río Guadarranque (vattendrag i Spanien, Extremadura)
Río Guadarranque är ett vattendrag i Spanien.   Det ligger i provinsen Provincia de Cáceres och regionen Extremadura, i den centrala delen av landet, 160 km sydväst om huvudstaden Madrid. Río Guadarranque ligger vid sjön Embalse de Cijara.